# 청춘행진곡 (드라마)
《청춘행진곡》은 1983년 4월 2일부터 1983년 12월 25일까지 방영된 한국방송공사 주말연속극이다.

## 소개
부유하지 않지만 생활의 여유를 갖고 꿈을 심어가는 이웃들의 이야기를 다룬 드라마

## 출연
- 정윤희
- 노주현
- 김순철
- 여운계
- 구충서
- 염복순
- 민욱
- 이경표
- 정애란
- 김미숙
- 남성식
- 윤초희
- 최화정
- 김주호

## OST

### 주제가
- 제목 : 청춘행진곡
- 작사 : 남지연
- 작곡 : 김희갑
- 노래 : 이은하

### 삽입곡
- 제목 : 그대는 나의 인생
- 작사 : 박건호
- 작곡 : 김희갑
- 편곡 : 김희갑
- 노래 : 최진희, 허영래 (그룹사운드 한울타리 멤버)
- 연주 : 그룹사운드 한울타리 (메인 싱어:최진희, 보조 싱어/베이스 기타:허영래, 리더/기타:김희갑, 키보드:이영표, 색스폰: 고 박기빈, 트럼펫:황용기)

## 참고 사항
- 출연진 중에 속한 최화정이 나온 드라마 중에 KBS 1TV 바람꽃은 시들지 않는다가 있는데[1] <청춘행진곡> 또다른 출연진 중 하나였던 김미숙은 바람꽃은 시들지 않는다 담당 연출자 염현섭 PD가 그 이후 차기작으로 선택한 KBS 1TV 사랑할때까지 출연진[2]에 속했다.
- KBS아카이브에는 첫화만 보관되어 있고 나머지 회차들은 유실되었다.